# Нефьодов Олексій Васильович
Олексій Васильович Нефьодов (23 вересня 1948 — 3 вересня 2009) — радянський футболіст, воротар одеських «Чорноморця» і «СКА».
Олексій Нефьодов вихованець «Чорноморця». У 1967-му дебютував в дублюючому складі «Чорноморця», а в 1969–1975 рр. виступав в основному складі команди «моряків» і в 58 матчах пропустив 49 м'ячів. З ім'ям воротаря Олексія Нефьодова зв'язано одне з вищих досягнень в історії одеського футболу — бронзові медалі «Чорноморця» в чемпіонаті СРСР-74. У тому сезоні Олексій Нефьодов вніс серйозний внесок до загального успіху, провівши 17 матчів і в 8 з них «відстоявши на нуль». Після призову в армію він п'ять чемпіонатів захищав ворота одеського СКА, а потім пішов з футболу.